# Однажды в студии
«Одна́жды в сту́дии» (англ. Once Upon a Studio) — американский анимационно-игровой фэнтезийный комедийный короткометражный фильм-кроссовер 2023 года режиссёров и сценаристов Дэна Абрахама и Трента Корри, снятый студией Walt Disney Animation Studios и выпущенный студией Walt Disney Pictures, созданный в честь столетия студии 16 октября 2023 года. Фильм был описан Корри и Абрахамом как «любовное письмо» в Walt Disney Animation Studios.
По сюжету, диснеевские персонажи оживают из картин, висящих на стенах здания анимации Роя Эдварда Диснея после окончания обычного рабочего дня. Художественный стиль короткометражки сочетает в себе компьютерную графику, рисованную анимацию и живые съёмки, и в ней представлены персонажи почти из всех работ студии, созданных до этого момента, включая все шестьдесят два мультфильма, многочисленные короткометражные фильмы и некоторые диснеевские фильмы с анимацией, созданные студией, такие как «Мэри Поппинс», «Набалдашник и метла» и «Дракон Пита». Фильм посвящен Барни Мэттинсону, самому долго являющемуся сотруднику компании Disney, который появился в фильме и умер за восемь месяцев до его выхода.
Премьера фильма состоялась 11 июня 2023 года на Международном фестивале анимационных фильмов в Анси, первый публичный показ состоялся 15 октября 2023 года на ABC в рамках «Замечательного мира Disney: празднование 100-летия Disney» наряду с телевизионной премьерой мультфильма «Энканто». 16 октября фильм был выпущен на Disney+ и 24 декабря на YouTube.

## Сюжет
Ветеран-мультипликатор компании Disney Барни Мэттинсон желает, чтобы стены студии могли говорить. Позже Микки и Минни Маус выходят из фотографий на стене. В короткометражке представлено более 500 персонажей Disney Animation.

## В ролях
- Барни Мэттинсон — в роли самого себя[1]
- Рената Уильямс — стажёр Disney

### Роли озвучивали
- Скотт Адсит — Бэймакс
- Тони Ансельмо — Дональд Дак
- Джейсон Бейтман — Ник Уайлд
- Кристен Белл — Анна[8]
- Джоди Бенсон — Ариэль[9]
- Робби Бенсон — Чудовище
- Рави Кэбот-Коньерс — Антонио Мадригаль
- Гриффен Кэмпбелл — Пиноккио
- Аулии Кравальо — Моана[10]
- Джим Каммингс — Балу и Винни-Пух
- Ариана Дебос — Аша[8]
- Крис Диамантопулос — Микки Маус[11]
- Ричард Эпкар — Крошка Джон
- Билл Фармер — Гуфи и Плуто[8]
- Кит Фергюсон — Прекрасный принц
- Сантино Фонтана — Ханс[10]
- Джош Гэд — Олаф[12]
- Джиннифер Гудвин — Джуди Хоппс[8]
- Джонатан Грофф — Кристофф[8]
- Дженнифер Хейл — Золушка
- Джесс Харнелл — Скаттл
- Том Халс — Квазимодо
- Джереми Айронс — Шрам[8]
- Дуэйн Джонсон — Мауи[13]
- Боб Джоулс — Когсворт
- Джуди Кун — Покахонтас
- Нейтан Лейн — Тимон[8]
- Люк Лоу — Флаундер
- Идина Мензел — Эльза[8]
- Джим Мескимен — Иа-Иа и Мерлин
- Пётр Майкл — Яго
- Мэнди Мур — Рапунцель
- Пейдж О’Хара — Белль[8]
- Рэймонд С. Перси — Блиц
- Ян Р’Манте — Топотун
- Джон Райли — Ральф
- Феникс Рейссер — Маугли
- Кейтлин Роброк — Минни Маус[10]
- Аника Нони Роуз — Тиана[8]
- Леа Салонга[8] — Мулан[6]
- Ли Слоботкин — Питер Пэн
- Натали Бэббитт Тейлор — Белоснежка
- Джош Роберт Томпсон — Ворчун
- Келли Мэри Трэн — Райя
- Алан Тьюдик — Болванщик[14]
- Скотт Уайнгер — Аладдин
- Ричард Уайт — Гастон
- Гарланд Уильямс — Карл
- Дэниел Вулф — Робин Гуд
- Джеймс Вудс — Аид

### Архивные записи
- Стэн Александр — Цветочек
- Майкл-Леон Вули — Луис
- Аквафина — Сису
- Стивен Андерсон — Майкл Ягубин[15][16]
- Билл Бауком — Верный
- Питер Бен — Топотун
- Эрик Блор — мистер Тоад
- Пэт Кэролл — Урсула
- Бобби Дрисколл — Питер Пэн[10]
- Клифф Эдвардс — сверчок Джимини[17]
- Верна Фелтон — Флора[10]
- Джозеф Гордон-Левитт — Джим Хокинс
- Роберт Гийом — Рафики
- Стерлинг Холлоуэй — Чеширский кот, Каа и Винни-Пух[10]
- Билли Джоэл — Доджер
- Чарльз Джуделс[англ.] — Стромболи
- Барбара Ладди — Меривеза[10]
- Джеймс Макдональд — Жак и Гус
- Боб Ньюхарт — Бернард
- Кларенс Нэш — Дональд Дак
- Адам Райен — Коди
- Крис Сандерс — Стич
- Сара Сильверман — Ванилопа фон Кекс
- Дэвид Спейд — Кузко
- Марк Уолтон — Рино
- Фрэнк Уэлкер — Абу и Джоанна
- Робин Уильямс — Джинни[12]
- Алан Янг — Скрудж Макдак

## Производство

### Разработка
Фильм был создан спонтанно в рамках подготовки к столетию The Walt Disney Company в октябре 2023 года; режиссеры Трент Корри и Дэн Абрахам обсуждали идеи в свободное время в течение примерно восьми месяцев. Дуэт назвал фильм «любовным письмом» для Walt Disney Animation Studios, а также «благодарностью всей аудитории, кто когда-либо был связан с фильмом за последние сто лет».
Фильм включает в себя более 500 персонажей из полнометражных и короткометражных фильмов студии, в том числе и из предстоящего мультфильма «Заветное желание», а также голоса более чем от более чем 40 актёров озвучивания. Также присутствует диалог Джинни, который был взят из ранее неиспользованного аудиозаписи Робина Уильямса, согласно Джошу Гаду, актёру озвучивания Олафа, при принятии из поместья Уильямса. Другими архивными записями, взятыми из их оригинальных фильмов, снимая саундтрек вокруг них, были Бобби Дрисколл и Клифф Эдвардс, так как создатели фильма не хотели переделывать этих персонажей. В фильме сочетаются традиционная анимация, компьютерная анимация и живые съёмки.

### Анимация

Групповая фотография, завершающая фильм, на которой изображены более 500 персонажей, созданных компанией
The Walt Disney Company.

Эрик Голдберг был главой рисованной анимации, в то время как Эндрю Фелисиано работал главой компьютерной анимации. Среди аниматоров, нанятых для короткометражного фильма, были нынешние аниматоры Disney Марк Хенн, Рэнди Хейкок, Алекс Купершмидт и Берт Кляйн, также предоставившие анимацию, как и бывшие аниматоры Джеймс Бакстер, Рубен Акино, Тони Бэнкрофт, Ник Раньери и Уилл Финн; аниматоры работали над персонажами, которых они ранее анимировали, в дополнение к другим классическим персонажам; Бакстер попросил режиссёров поработать над персонажами из «Бэмби», будучи поклонником мультфильма в детстве. Голдберг нанял в студию аниматоров CG, которые также имели опыт работы с рисованной анимацией. Также были наняты ученики, чтобы обеспечить анимацию. Персонажи были анимированы таким образом, чтобы воспроизвести художественный стиль их оригинальных фильмов.
Почти 80% анимации было нарисовано от руки. По настоянию режиссёров, рисованная анимация была сделана чернилами и бумагой, что Голдберг одобрил. Голдберг сделал сцены полностью рисованными, после чего Фелисиано создал CG-анимацию, которая соответствовала бы движению нарисованных от руки персонажей. Он также лично анимировал сцену, где Микки приближается к фотографии Уолта Диснея, так как он был заинтересован в сцене из-за её эмоционального тона, а также джинна, который он первоначально анимировал в «Аладдине» (1992), и персонажей, первоначально нарисованных Уордом Кимбаллом.
CG-аниматорам пришлось перестроить модели персонажей для CGI-персонажей из мультфильмов, созданных до мультфильма «Рапунцель: Запутанная история», из-за обновлений анимационных технологий на протяжении многих лет, при этом переделываются такелаж и рендеринг, чтобы их можно было использовать с современными технологиями. CG-аниматоры тесно сотрудничали с командой рисованной анимации, с Голдбергом и Фелисиано, последний из которых с детства был поклонником «Аладдина», проверяя короткометражку, чтобы определить, будет ли сцена рисованной или компьютерной, после чего они оценивали, должен ли персонаж, рисованный или компьютерный быть анимирован первым. Аниматоры с опытом рисованной и компьютерной анимации, такие как Тайлер Пакана и Энтони ДеРоза, работали над сценами, сочетающими оба формата; Пакана использовал технику под названием «2D puppetry», чтобы помочь смонтировать финальную версию.
Многие реквизиты, с которыми взаимодействуют персонажи, - это компьютерная графика, включая торговый автомат Стромболи, камеру и лестницу Гуфи.
Ранняя идея, которую создатели получали от сотрудников студии несколько раз, заключалась в том, чтобы включить сцену комнаты, полной всех персонажей, озвученных Аланом Тьюдиком, учитывая отношения Тьюдика со студией, озвучивших персонажей во всех своих фильмах со времён мультфильма «Ральф». Этого не произошло, но Тьюдик был включён в короткую часть как голос Болванщика.

### Музыка
Дейв Мецгер сочинил музыку, которая была написана так, чтобы она напоминала дебютное появление каждого персонажа. В сцене, где Микки приближается к фотографии Уолта Диснея, звучит песня «Feed the Birds» из фильма «Мэри Поппинс», которая была выбрана из-за того, что является любимой песней Диснея. Когда они обсуждали эту идею с исполнительным музыкальным продюсером Мэттом Уокером, он предложил пригласить соавтора песен Ричарда Шермана исполнить песню. Шерман записал песню 22 августа 2022 года в оригинальном офисе Disney, используя то же пианино, которое братья Шерман использовали для исполнения песни. Песня «When You Wish Upon a Star» была спета актёрами в финале.

## Показ
Премьера состоялась 11 июня 2023 года на Международном фестивале анимационных фильмов в Анси. Он также был показан 10 сентября 2023 года для участников D23 на панели Walt Disney Studios, где он получил овации, и 14 октября на Лондонском кинофестивале. 15 октября 2023 года состоялся его первый публичный показ на ABC (в рамках The Wonderful World of Disney: Disney's 100th Anniversary Celebration, организованного Келли Рипой), 16 октября мультфильм вышел на Disney+, и Hulu и на Disney Channel (в рамках Movie Marathon Once Upon Monday Movie Marathon), Disney Junior, FX, FXM и Freeform» Он также был показан в кинотеатрах с ограниченным перевыпуском «Моана» в Disney100 и в течение одной недели в театре «Эль-Капитан» в Лос-Анджелесе, где были проведены публичные показы, чтобы квалифицировать его в шорт-лист лучшего анимационного короткометражного фильма на 96-й церемонии вручения премии «Оскар».

## Реакция
Мультфильм получил положительные отзывы от критиков.

## Рейтинги
Премьера мультфильма состоялась на ABC в качестве «поддержателя» оскароносного фильма «Энканто» с 20:00 до 20:11, виде его посмотрело 2,57 миллиона зрителей в 1,736 миллионах домохозяйств с рейтингом 1,39/4 HH. Он также получил 0,45/4 взрослых 18-49 рейтинг/доля, что эквивалентно 0,587 миллионам зрителей, просматривающих в этой демографической группе. В день премьеры на Disney Channel в понедельник, 16 октября 2023 года, в 18:05 (став спонсор «Disney Channel Movie»), его посмотрели 0,349 миллиона зрителей, что сделало программу с самым высоким рейтингом в сети на этой неделе и 343-й по популярности программой на всём кабельном телевидении.Он получил рейтинг 0,11 у P2+ и рейтинг 0,10 среди взрослых в возрасте от 18 до 49 лет, что эквивалентно 0,131 миллиону зрителей в этой демографической группе.